# Gladwyn Kingsley Noble
Gladwyn Kingsley Noble (20 de septiembre de 1894 – 9 de diciembre de 1940) fue un zoólogo estadounidense, que sirvió como jefe curador del Departamento de Herpetología, y del Departamento de Biología Experimental en el Museo Americano de Historia Natural. 
Noble obtuvo sus grados de licenciatura y maestría por la Universidad Harvard en 1917, y en 1918, respectivamente, y en 1922, un Ph.D. por la Universidad de Columbia. En ese año, fue contratado en el Departamento de herpetología, como asistente de investigación y curador asistente; y, se convirtió en el director del departamento en 1924. Más tarde formó el Departamento de Biología Experimental en 1928, y se desempeñó como director de ambos departamentos hasta su muerte en 1940, por una angina de Ludwig (con septicemia por estreptococo).
Noble fue el autor de la identificación y nombramiento, para la ciencia, de veinte nuevas especies de reptiles.

## Matrimonio
Noble se casó con Ruth Cosby; y, tuvieron dos hijos, G. Kingsley Noble, Jr. y Alan Noble. Ruth Crosby Noble falleció en 1988, en Allendale (N.J.) Nursing Home, donde vivía. En el momento de su deceso, tenía 91 años. Ruth Noble escribió The Nature of the Beast (La Naturaleza de la Bestia,) libro sobre el comportamiento animal basado en investigaciones de su difunto marido.

## Honores

### Eponimia
- Una especie de lagarto, Anolis noblei, se nombró en su honor.[6]

## Obra

### Algunas publicaciones
- G.K. Noble and G.C. Klingel (11 de agosto de 1932), American Museum Novitates number 549: "The Reptiles of Great Inagua Island, British West Indies" [7]

- G. Kingsley Noble, Jr. (1974), Ethnology: The Bolivian Aymara. HANS C. BUECHLER and JUDITH-MARIA BUECHLER. Am. Anthropologist, 76: 148–149. doi: 10.1525/aa.1974.76.1.02a00760

- G. Kingsley Noble, Jr. (1971), Man's Many Voices: Language in Its Cultural Context. ROBBINS BURLING. Am. Anthropologist, 73: 1378–1379. doi: 10.1525/aa.1971.73.6.02a00710

- G. Kingsley Noble, Jr. Proto-Arawakan and its descendants,  Bloomington : Indiana University, 1965. Series: International journal of American linguistics, v. 31, no. 3, pt. 2.; Publication of the Indiana University Research Center in Anthropology, Folklore, and Linguistics, 38

## Abreviatura (zoología)
La abreviatura Noble  se emplea para indicar a Gladwyn Kingsley Noble como autoridad en la descripción y taxonomía en zoología.

- Datos: Q455894
- Especies: Gladwyn Kingsley Noble